# Paul Dubois

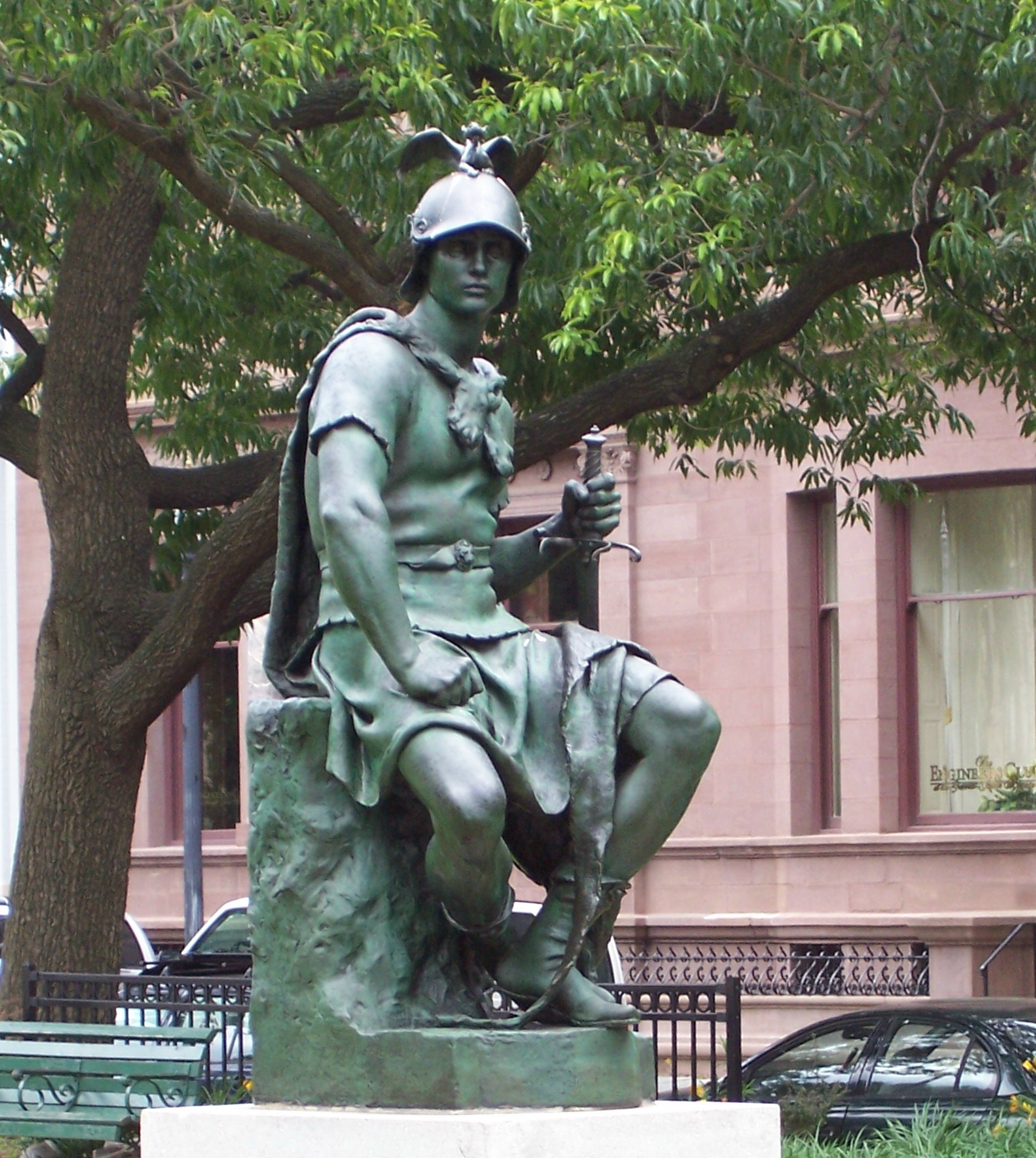
Reproducción en bronce de Valor militar, colocada en Mount Vernon, Baltimore.

Paul Dubois (Nogent-sur-Seine, 18 de julio de 1829 - París, 23 de mayo de 1905) fue un escultor y pintor francés.

## Biografía
Cursó estudios de derecho para complacer a su familia, y de arte para su placer personal. Tuvo honores y gloria en su vida, hechos por una sociedad parisina que reconoció la elegancia delicada de sus creaciones, y que los editores difundieron ampliamente en copias reducidas.
Tras estudiar en la École nationale supérieure des beaux-arts, Dubois fue a Roma. Su primera contribución para el Salón de París de 1860 fue el busto de la Condesa de B. y Un niño. Recibió una medalla por su dos primeras estatuas de San Juan Bautista y Narciso en el baño (1863).
De regreso a París, tuvo un gran éxito y ganó la medalla de honor Cantante florentino del Salón de 1865 con el Chanteur florentin.
El duque de Aumale (1822-1897) le encargó una escultura ecuestre de Anne de Montmorency (siglo XVI), que está en el centro de la explanada que conduce a la entrada del Castillo de Chantilly (Oise), ahora museo Conde.
Su obra principal es el cenotafio del general Lamoriciére en la Catedral de Nantes, en particular, las cuatro estatuas de bronce que rodean el mausoleo. Se inspiró en figuras de la tumba de los Medici en Florencia (siglo XVI) que representan estas alegorías: en la parte superior, una mujer amamantando a sus hijos es la Caridad, un anciano en la meditación es la Sabiduría. En el otro extremo, la Fe viene representada por una joven con las manos juntas, erguido medio, en un momento de éxtasis del fervor a su izquierda, un guerrero de armas es el Valor militar. Se piensa viendo sus esculturas que tomó como ejemplo la estatuaria florentina principalmente de Miguel Ángel. Dubois también fue considerado en su tiempo como miembro del grupo de escultores «neo-florentinos» del siglo XIX. Las dos primeras figuras alegóricas fueron exhibidos en el Salón de 1877.
En 1873, Dubois fue nombrado conservador del Museo de Luxemburgo, y en 1878 sucedió a Guillaume como Director de la Escuela Nacional de Bellas Artes. En 1865 y 1876, recibió una medalla de honor en el Salón de las Bellas Artes. También fue galardonado con la Gran Cruz de la Legión de Honor.